# Trachypachidae
Trachypachidae (nepraví střevlíci) jsou čeledí brouků, kteří připomínají malé střevlíky, avšak odlišují se od nich většími kyčlemi (coxa) posledního páru nohou. V této čeledi je známo pouze šest druhů, z toho čtyři druhy rodu Trachypachus byly nalezeny v severní části Eurasie a severní části Severní Ameriky, dva druhy rodu Systolosoma v Chile.
Svou tělesnou konstitucí jsou podobní střevlíkům. Obvykle jsou nalézáni v hrabance jehličnatých lesů.